# 1973-as chilei katonai hatalomátvétel
1973. szeptember 11-én Chilében a hadsereg Augusto Pinochet vezetésével megdöntötte Salvador Allende törvényes kormányát. A chilei katonai puccsnak többezer közvetlen áldozata volt. A katonaság mintegy 40 000 politikai foglyot terelt a santiagoi nemzeti stadionba, ahol ezreket kínoztak és öltek meg. Az uralomra jutott katonai diktatúra első három évében 130 000 politikai foglyot börtönöztek be. Az államcsíny előkészítésében az Egyesült Államok kormányzata a CIA révén aktívan részt vett. A puccsot 17 év nyílt katonai diktatúra követte Chilében.

## Előzmények
Az 1970-es elnökválasztásokon a baloldali, marxista Salvador Allende győzött annak ellenére, hogy a CIA már ezt a választást is intenzíven igyekezett befolyásolni az ő ellenében.
Allende hatalomra kerülése után az USA tartott attól, hogy egy sikeresen működő szocialista ország jön létre Chilében. Ezt kubai és vietnámi kudarcai után nem engedhette meg magának, ezért diplomáciai, gazdasági és titkosszolgálati eszközökkel folyamatos nyomást gyakorolt az országra. 1971 végén Fidel Castro kubai miniszterelnök négyhetes hivatalos látogatást tett Chilében, ami Washington legrosszabb várakozásainak megvalósulását vetítette előre.
Az új chilei kormányzat államosította az ország legfontosabb gazdasági ágazatának számító rézbányászatban a külföldi (főleg amerikai) tulajdonú vállalkozásokat (némi kártalanítással), földreformot vezetett be, és megerősítette az egyetemek autonómiáját. Különösen a rézbányák államosítása váltotta ki a nemzetközi monopóliumok haragját. Letörték a réz világpiaci árát, Chile bevételei zuhanni kezdtek.
1972-ben a chilei kormány az ország súlyos gazdasági nehézségei közepette leértékelte az ország valutáját, növelte a forgalomban lévő pénz mennyiségét és ezzel 140%-os inflációt okozott, valamint elősegítette a feketepiac kialakulását. Októberben kezdődtek az első sztrájkok, amelyekben a kisvállalkozók, néhány szakszervezet és diákok csoportjai vettek részt. Allende a jobboldal megbékítése érdekében Carlos Prats tábornokot meghívta kormányába belügyminiszternek. Prats René Schneiderhez, a hadsereg 1970 októberében a CIA támogatotta katonai jobboldal által meggyilkolt főparancsnokához hasonlóan az alkotmányos rend, a hadsereg politikamentességének híve és egy esetleges puccs ellenzője volt.
A gazdasági nehézségek ellenére az Allende által vezetett baloldali koalíció az 1973 márciusában tartott parlamenti választásokon 43,2%-ra növelte szavazati arányát, viszont elvesztette a kereszténydemokraták addigi külső támogatását. A kereszténydemokraták a jobboldali Nemzeti Párttal kötöttek szövetséget és így többséget szereztek a parlamentben. A törvényhozás és az elnöki végrehajtó hatalom közötti politikai küzdelem bénította a kormányzat munkáját.
Az országot sújtó gazdasági nehézségek egyik legsúlyosabbika a teherautóvezetők sztrájkja volt, ami 1973. július 13-tól egészen a puccsig megbénította az ország gazdaságát, mivel Chile földrajzi helyzete és a kevés vasút miatt a teherautók közlekedése nélkülözhetetlen volt. Baloldali elemzők ezt a sztrájkot is a CIA művének tekintették, azonban a Frank Church szenátor vezette washingtoni vizsgálóbizottság 1975-ben annyit tudott megállapítani, hogy az amerikai hírszerzés számos vállalatot pénzelt Chilében, és ezek biztosíthatták a fuvarozók számára a sztrájk finanszírozását, de a CIA közvetlenül nem tette ezt.

### A chilei hadsereg a puccs előtt
A chilei hadsereg az 1920-as évekig szorosan egybefonódott a kormányzattal, de ezután depolitizálódási folyamaton ment át. Ez azzal is járt, hogy a tisztek jövedelme csökkent, fizetésük csak a létfenntartásra volt elég. A katonatisztek és családjaik emiatt is szabadidejük nagy részét a hadsereg közösségi intézményeiben, klubjaiban töltötték, egymás körében. A tisztek fiai is katonai pályára léptek, és katonák húgait, lányait vették feleségül. A tisztikar a társadalomtól elszigetelődve, egyfajta zárványban élt. 1969-ben, kereszténydemokrata kormányzás idején került sor a katonatisztek első megmozdulására, amikor rossz anyagi helyzetük miatt tiltakoztak az úgynevezett Tacnazo felkelés során.
Az 1960-as években egymást követték Dél-Amerikában az Egyesült Államok támogatta katonai puccsok: (Brazília 1964, Argentína 1966, Peru 1968,  Bolívia 1969. 1973 júniusában Uruguayban is katonai hatalomátvételre került sor. Az államcsínyek után mindegyik országban jelentősen javult a hadsereg anyagi helyzete, ami nem kerülte el a chilei katonák figyelmét sem.
A puccs előtti évtizedekben az Egyesült Államok különböző együttműködési, oktatási, kiképzési programok révén erősítette az antikommunista ideológiai befolyását is a katonák körében.

### Politikai válság
1973 nyarán a fokozódó gazdasági nehézségek hatására kiéleződött a belpolitikai helyzet. Június 29-én a  Frente Nacionalista Patria y Libertad nevű szélsőjobboldali, fasiszta eszmeiségű szervezet államcsínyt kísérelt meg: Roberto Souper ezredes parancsára egy harckocsizó ezred körülvette az elnöki palotát. A később Tanquetazo néven emlegetett elszigetelt puccskísérlet azonban kudarcot vallott.
A jobboldal, különösen a hadsereghez közel álló körök folyamatos lázongást szítottak. 1973 augusztusában a Legfelső Bíróság nyilvánosan bírálta a kormányt amiatt, hogy nem képes fenntartani a rendet az országban. Augusztus 22-én a jobboldali parlamenti többség az alkotmány megsértéével vádolta a kormányt és felszólította a hadsereget az alkotmányos rend helyreállítására. Augusztus 24-én a jobboldali nyomás – többek között katonatisztek feleségei rendeztek nagy tüntetést háza előtt „árulása” miatt – lemondásra kényszerítette a mérsékelt Carlos Prats tábornokot, aki a hadsereg politikamentességének híve volt és e cél érdekében elvállalta a hadseregfőparancsnoki és a védelmi miniszteri posztot. Helyére Allende Augusto Pinochet tábornokot nevezte ki, aki titokban akkorra már hónapok óta dolgozott a hatalomátvétel előkészítésén. Augusztus végén sok tízezer chilei asszony tüntetetett Santiagóban az infláció és az élelmiszerhiány miatt, a rendőrség könnygázt vetett be ellenük.
Augusztus 23-án a parlament 81–47 szavazataránnyal az elnököt és kormányát elítélő határozatot fogadott el. Allende kijelentette, hogy az indítvány nem kapta meg az elnök  elmozdításához szükséges kétharmados támogatottságot és azzal vádolta a jobboldali pártokat, hogy államcsínyre szólitottak fel.

## Előkészületek
Carlos Prats hadseregfőparancsnok lemondás után a hadsereg vezetésében többségre jutottak a fegyveres hatalomátvételt támogató főtisztek, élükön Augusto Pinochettel. Szeptember 9-én Allende fogadta a hadsereg főparancsnokát, Pinochet tábornokot és felkérte, hogy dolgozzon ki tervet egy esetleges puccs elhárítására. Pinochet másnapra ígérte a terv bemutatását. Az államcsíny napján a fegyveres erők tábornoki rangú vezetői közül csak a haditengerészet és a csendőrség parancsnokai, Montero admirális és Sepúlveda csendőr-tábornok maradtak hűek az alkotmányhoz, azonban őket alárendeltjeik elszigetelték.

## Külföldi beavatkozás
Az Egyesült Államok már Allende hatalomra jutása előtt aktívan igyekezett megakadályozni a hivatalba lépését, majd titkosszolgálati eszközökkel hozzájárult megbuktatásához. Frank Church szenátor 1976-os megfogalmazása szerint Nixon, csakúgy, mint Julius Caesar, aki beavatkozott Róma távoli gyarmatainak ügyeibe, kijelentette: „A chileiek által választott kormányzat elfogadhatatlan az Egyesült Államok elnöke számára”. A Fehér Ház álláspontját így jellemezte a szenátor: „Ha Vietnám nyomán nem lehet odaküldeni a tengerészgyalogosokat, akkor beküldjük a CIA-t.”
William Colby, az amerikai hírszerzés feje 1973 szeptember 16-án Henry Kissingernek küldött jelentésében így fogalmazott:

„Allende hivatalba lépése óta az Egyesült Államok politikája arra irányult, hogy maximális fedett nyomást fejtsenek ki az Allende-rezsim konszolidációjának megakadályozása érdekében”

Az USA Hírszerző Közössége a témáról készült átfogó jelentésében maga is elismerte, hogy bár a CIA nem kezdeményezte közvetlenül az Allende elnök kormányát megdöntő 1973. szeptember 11-ei  államcsínyt, tudatában volt a puccs tervezésének és kiterjedt információgyűjtési együttműködést folytatott egyes összeeskövőkkel.
Nagy-Britannia szerepéről 2020 szeptemberében került nyilvánosságra, hogy Harold Wilson munkáspárti kormányzata idején a brit külügyminisztérium propagandakampányt folytatott Allende ellen már az 1964-es és az 1970-es chilei elnökválasztás idején is. A külügyminisztérium hidegháborús propagandaszerve, az Information Research Department negatív információkat gyűjtött Allendéről, azokat megosztotta a chilei ellenfeleivel, illetve terjesztette azokat chilei társadalomban és aktívan támogatta az Egyesült Államok szervezeteinek hasonló tevékenységét Santiagóban.
Ausztrália külföldi hírszerző szervezete, az Australian Secret Intelligence Service (ASIS) a CIA kérésére 1971 júliusában hírszerző állomást (rezidentúra) hozott létre az ország santiagói nagykövetségén, hogy támogassa az amerikai erőfeszítéseket. A liberális párti miniszterelnök, William McMahon bukása után, 1973 februárjában Gough Whitlam új munkáspárti miniszterelnök utasítást adott az állomás bezárására. Az utolsó ausztrál hírszerző azonban csak 1973 októberében, egy hónappal az Allendét megbuktató puccs után hagyta el az országot.
A CIA a puccs időpontjáról szeptember 9-én szerzett tudomást Santiagóban és erről többek között értesítette a nyugatnémet hírszerző szolgálatot, a Bundesnachrichtendienstet (BND) is. A BND-ben tevékenykedő Stasi-ügynök, Alfred Spuhler révén az információ gyorsan eljutott az NDK-ba, azonban már így is túl későn ahhoz, hogy onnan időben figyelmeztethessék Allendét. A puccs után azonban Chilében a Stasi számos baloldali üldözött kimenekítésében szerepet játszott, így menekült meg például Carlos Altamirano, a Chilei Szocialista Párt főtitkára. Az NDK körülbelül 2000 menekültet fogadott be, az NSZK több mint 4000 chileinek adott politikai menedékjogot.

## A katonai akció
A fegyveres puccs 1973. szeptember 11-én hajnalban indult, az 1924-es chilei katonai hatalomátvétel évfordulójára időzítve. Reggel 6 órára a a haditengerészet stratégiai pozíciókat foglalt el az ország központi tengerpartja mentén, a tengerészgyalogság pedig rádió- és televízióállomásokat zárt be. A puccs hírére Allende mintegy 40–60 fős testőrségével (Grupo de Amigos Personales, azaz a Személyes Barátok Csoportja nevű testület) a La Moneda elnöki palotába ment. 8 órára a hadsereg hatalmába vette a legtöbb műsorszóró állomást, a fennmaradókat a légierő bombázta. Az elnök nem kapott valós információkat az államcsíny méreteiről; egy ideig úgy vélte, hogy csak bizonyos egységek lázadtak fel. Az elnököt és a lojális Montero admirálist a puccsisták elzárták az információktól, Orlando védelmi minisztert hivatalában letartóztatták.
Allende egy ideig azt hitte, hogy Pinochetet is letartóztatták a lázadók, csak 8.30-ra váltak világossá számára a puccs igazi méretei. 9 órára a csendőrség is elhagyta az elnöki palota épületét. Allende visszautasította a lemondást és az elnöki palotából történő visszavonulást is, amit baloldali hívei tanácsoltak neki. 10.30-kor az elnök rádióbeszédben tájékoztatta az országot a puccsról és arról, hogy nem mond le alkotmányos pozíciójáról.
Az elnöki palotát a hadsereg páncélos és gyalogsági egységei támadták meg, a testőrség felvette a harcot. Később helikopterek, majd a légierő Hawker Hunter vadászbombázói is csatlakoztak a támadáshoz. A védők egészen 14.30-ig kitartottak. Allende végül a Fidel Castrótól ajándékba kapott AK–47-es gépkarabélyával agyonlőtte magát. A testőrség még élő tagjainak nagy részét a támadók kivégezték, néhányan el tudtak menekülni.

## Áldozatok

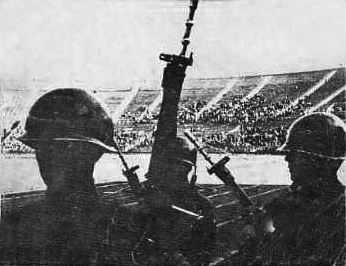
Politikai foglyok őrizet alatt a santiagói stadionban

A puccs utáni első hónapokban a katonák többezer chilei baloldali vagy annak tartott személyt gyilkoltak meg, tüntettek el. A hadsereg 40 000 embert zárt a santiagoi nemzeti stadionba, ahol ezreket kínoztak meg és végeztek ki közülük. Az áldozatok között voltak Charles Horman és Frank Teruggi amerikai állampolgár újságírók is. Itt ölték meg kegyetlen kínzások után Víctor Jara nemzetközileg ismert chilei énekest is 1973 szeptember 16-án.
A puccs után a hadsereg vezetése létrehozott egy halálosztagot, amely később a Caravana de la Muerte (A halál karavánja) nevet kapta. Ez az egység helikopterrel járta Chile távolabbi északi és déli vidékeit és vadászott a baloldaliakra. A halálosztagra a polgári kormányzat helyreállítása után csaknem száz gyilkosságot bizonyítottak rá. 2002-ben Pinochet tábornok ellen is pert indítottak ez ügyben, de meghalt, mielőtt a pert lezárhatták volna.

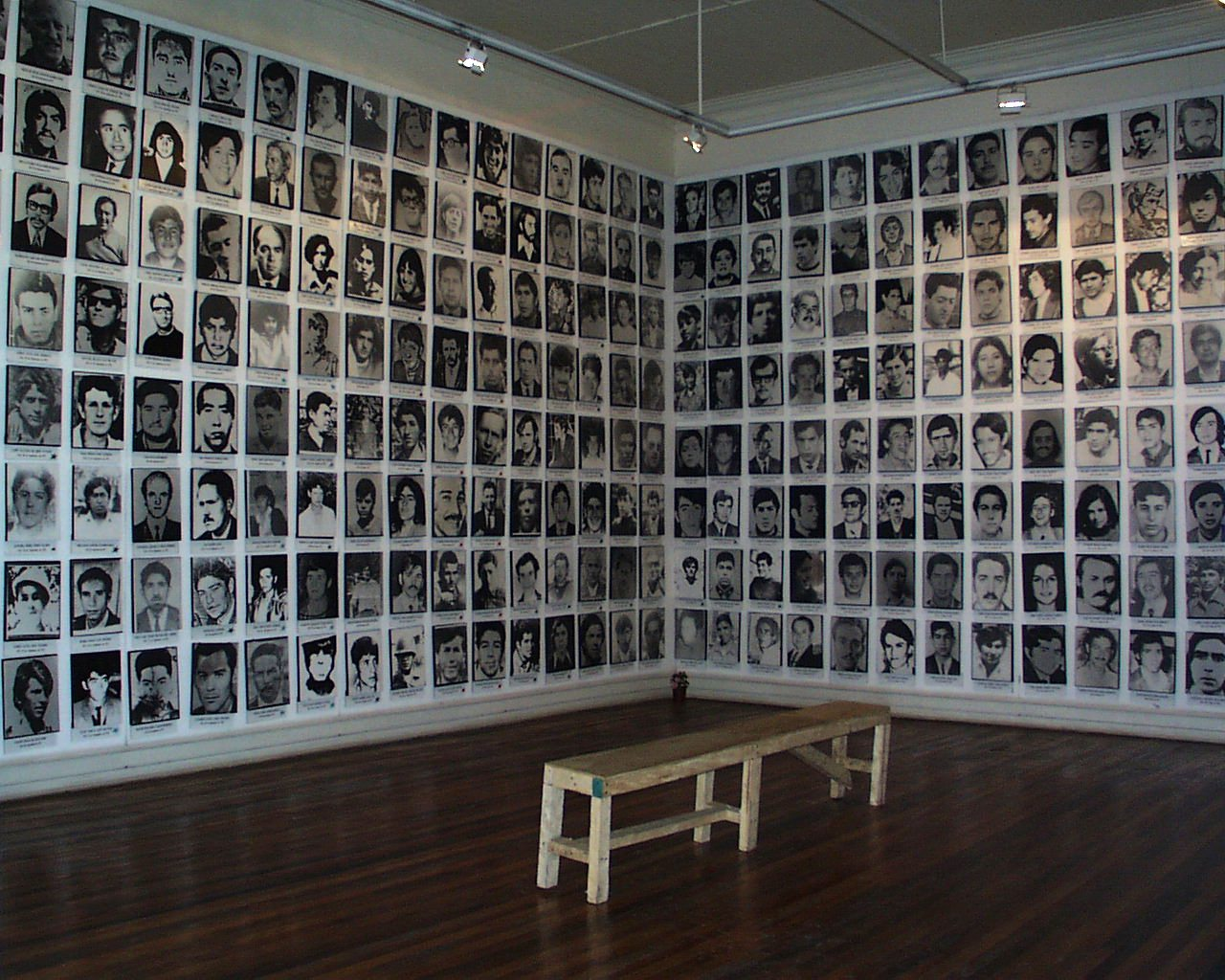
Az eltűntek egy részének fotói egy 2003-as kiállításon

Három év alatt összesen mintegy 130 000 embert börtönöztek be, a halottak és az eltűntek száma ezrekre rúgott. Sheila Cassidy brit orvos túlélte a börtönt és be tudott számolnia otthon a emberi jogok chilei megsértéséről. Az áldozatok között volt Alberto Bachelet, a légierő tábornoka és Michelle Bachelet későbbi chilei elnök apja, akit megkínoztak és 1974 márciusában a börtönben halt meg.
Allende özvegye és családja Mexikóba menekült a puccsisták elől, csak 17 év múlva térhettek haza.

## Fordítás
- Ez a szócikk részben vagy egészben  a(z)   1973 Chilean coup d'état című angol Wikipédia-szócikk ezen változatának fordításán alapul.  Az eredeti cikk szerkesztőit annak laptörténete sorolja fel. Ez a jelzés csupán a megfogalmazás eredetét és a szerzői jogokat jelzi, nem szolgál a cikkben szereplő információk forrásmegjelöléseként.
- Ez a szócikk részben vagy egészben  a   Putsch in Chile 1973 című német Wikipédia-szócikk ezen változatának fordításán alapul.  Az eredeti cikk szerkesztőit annak laptörténete sorolja fel. Ez a jelzés csupán a megfogalmazás eredetét és a szerzői jogokat jelzi, nem szolgál a cikkben szereplő információk forrásmegjelöléseként.